# Striker (настольная игра)
Striker - это настольный варгейм с миниатюрами в научно-фантастическом сеттинге, разработанный Фрэнком Чедвиком (англ. Frank Chadwick) и проиллюстрированный Уильямом Китом (англ. William H. Keith). Игра была опубликована Game Designers' Workshop (GDW) в 1981 году в виде коробочного дополнения к ролевой игре Traveller. Несмотря на то, что Striker — это набор правил для тактической игры, GDW считают его своей восьмой настольной игрой серии Traveller. Игра была переиздана в 2004 году.

## Игровой процесс
Особенности игрового процесса состоят в широком охвате спектра технологических уровней; присутствует сложная «инженерная» система проектирования транспортных средств непосредственно игроком с использованием предоставленных формул и таблиц. В игре также была представлена инновационная система командования, которая требовала от игрока возглавляющего силы выполнять боевой план с учётом ограничений по времени, давления командования и поддержки постоянной связи, поддержания боевого духа. Правила игровой механики являлись переработкой правил игры Azhanti High Lightning, с использованием механики 2D6, и сильно отличались от оригинальных правил Traveller.
В игре используются миниатюры в масштабе 15 мм, созданные Martian Miniatures. Представлены все основные расы Traveller, включая жодани, асланов и имперских людей. Игра пользовалась популярностью в начале 1980-х годов, но ее в дальнейшем затмили новые продукты конкурирующих компаний, такие как BattleTech от Fasa и Warhammer 40000 от Games Workshop. Одной из причин упадка Striker, возможно, была механика правил, которая пыталась объединить принятие решений в ролевой игре с тактическими маневрами варгейма.

## Отзывы
В июльском выпуске 1982 года The Space Gamer (выпуск № 53) Уильям А. Бартон (англ. William A. Barton) дал положительный отзыв: «Striker, вероятно, является самым тщательным, хорошо продуманным и стоящим набором правил миниатюр, опубликованных для научной фантастики или любого конфликта после 19 века. Я от всей души рекомендую его игрокам в Traveller и любителям миниатюр, с нетерпением жду будущих расширений.»
Энди Слэк (англ. Andy Slack) в своём обзоре Striker для журнала White Dwarf (выпуск № 33), оценил игру в 6 баллов из 10, и заявил, что «(игра) впервые охватывает и объединяет все элементы боевой обстановки Traveller и позволяет разрабатывать транспортные средства — хотя игра сама по себе приятна и прекрасно воспроизводится как отдельный набор правил миниатюр; однако у судей и игроков время ограничено, и я, например, предпочитаю проводить его, играя, а не проектируя танки. Чистая простота Traveller блуждает в лабиринте вычислений. Тем не менее, Striker - это правдоподобно и весело.»

## Награды
Игра Striker получила две награды Origins Awards:
• Лучшие правила для миниатюр 1982 года.
• Лучшие правила для миниатюр всех времен для научно-фантастических сражений 1982 года.